# بریجتن (کارولینای شمالی)
بریجتن (به انگلیسی: Bridgeton) شهری در ایالت کارولینای شمالی کشور ایالات متحده آمریکا است که جمعیت آن در سرشماری سال ۲۰۱۰ میلادی، ۴۵۴ نفر بوده‌است.